# Larry Hagman

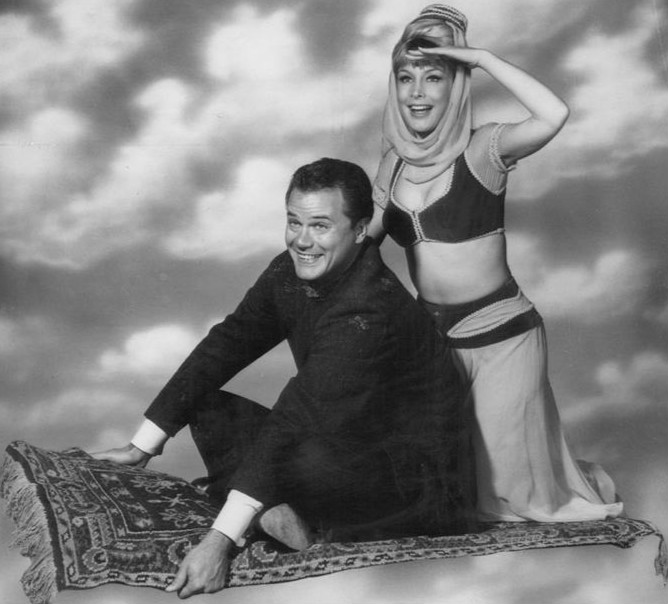
Larry Hagman a Barbara Edenová v seriálu I dream of Jeannie

Larry Martin Hagman (21. září 1931 Fort Worth, Texas, USA – 23. listopadu 2012 Dallas, Texas) byl americký herec známý zejména svou rolí J. R. Ewinga v seriálu Dallas a kapitána (později majora) Anthonyho Nelsona v seriálu I dream of Jeannie.

## Mládí
Hagman se narodil 21. září 1931 ve Fort Worth v Texasu. Jeho matka Mary Martinová se po jeho narození stala herečkou na Broadwayi a hudební komediální hvězdou. Jeho otec Benjamin Jackson Hagman byl švédského původu a pracoval jako účetní a okresní právník. Hagmanovi rodiče se rozvedli v roce 1936, když mu bylo pět let; poté žil v Texasu a Kalifornii se svou babičkou. Jeho matka, podepsala roku 1938 smlouvu s Paramount Pictures a příležitostně brávala svého syna na natáčení.

## Herecká kariéra
S herectvím začal v dallaském divadle Margo Jonese. V roce 1951 vystupoval v muzikálu South Pacific společně se svou matkou. V roce 1964 přijal nabídku na vystupování v seriálu I dream of Jeannie.
Od roku 1977 do roku 1991 účinkoval v seriálu Dallas. Postava J. R. Ewinga, díky níž se proslavil, byla první zápornou postavou, kterou kdy hrál.

## Filmografie
- Search for Tomorrow (1951, seriál)
- The Outcasts of Poker Flat (1958, televizní film)
- The Edge of Night (1956, seriál)
- The Silver Burro (1963, televizní film)
- The Cavern (1965)
- Ensign Pulver (1964)
- Fail-Safe (1964)
- In Harm's Way (1965)
- I Dream of Jeannie (1965, seriál)
- The Rogues (1964, seriál)
- The Group (1966)
- Three's a Crowd (1969, televizní film)
- Up in the Cellar (1970)
- Vanished (1971, televizní film)
- The Hired Hand (1971, televizní film)
- The Good Life (1971, seriál)
- A Howling in the Woods (1971, televizní film)
- Getting Away from It All (1972, televizní film)
- Beware! The Blob (1972)
- No Place to Run (1972, televizní film)
- Antonio (1973)
- Here We Go Again (1973, seriál)
- Applause (1973)
- The Toy Game (1973)
- The Alpha Caper (1973, TV)
- Blood Sport (1973, TV)
- What Are Best Friends For? (1973, televizní film)
- Stardust (1974)
- Sidekicks (1974, televizní film)
- Harry and Tonto (1974)
- Hurricane (1974, televizní film)
- Sarah T. – Portrait of a Teenage Alcoholic (1975, televizní film)
- The Big Rip-Off (1975, televizní film)
- Mother, Jugs & Speed (1976)
- The Return of the World's Greatest Detective (1976, televizní film)
- The Big Bus (1976)
- The Eagle Has Landed (1976)
- Cry for Justice (1977)
- The Rhinemann Exchange (1977, seriál)
- Checkered Flag or Crash (1977)
- Intimate Strangers (1977, televizní film)
- A Double Life (1978, televizní film)
- The President's Mistress (1978, televizní film)
- Last of the Good Guys (1978, televizní film)
- Dallas (1978, seriál)
- Superman (1978)
- S.O.B. (1981)
- I Am Blushing (1981)
- Deadly Encounter (1982, televizní film)
- Dallas: The Early Years (1986, televizní film)
- Lone Star (1986, dokument)
- Staying Afloat (1993, televizní film)
- Nixon (1995)
- Dallas: J.R. Returns (1996, televizní film)
- Orleans (1997, seriál)
- The Third Twin (1997, televizní film)
- Primary Colors (1998)
- Dallas: War of the Ewings (1998, televizní film)
- Nip/Tuck (2006, seriál)
- Dallas (2012, seriál)